# 济南市章丘区博物馆
济南市章丘区博物馆，原称章丘县博物馆、章丘市博物馆，坐落在中华人民共和国山东省济南市章丘区双山西街文博中心的一座国有博物馆，国家一级博物馆，是一座集文物收藏、展示、研究、宣传教育于一体的综合性地志博物馆。

## 历史
1951年开始，章丘县文化馆设一名专职文物干部负责该县的文物管理工作。1981年4月，章丘县文化馆成立文物组。1984年9月27日，章丘县博物馆以章丘县文化馆文物组为基础组建，馆址坐落在明水镇双泉路上的一处具有典型章丘民居特色的晚清建筑内，占地约1140平方米，建筑面积约685平方米，共有房屋43间:570。至1985年共有馆藏文物3000余件，其中重要文物47件。
1992年8月，章丘撤县设市，该馆更名为章丘市博物馆。1994年，章丘市文物保护管理所成立，与博物馆合署办公，一个机构两块牌子。至1995年，该馆有陈列室9间，馆藏文物4100余件，展出文物700余件，并设有文物收购站负责征集民间流散和传世文物:570。至2005年，该馆有藏品1.3万多件，其中国家一级文物9件，二级文物37件，三级文物334件。国家文物局于2012年12月至2013年4月期间，集中组织开展了第二批国家二级、三级博物馆的评估审定工作，章丘市博物馆被列为国家三级博物馆。2015年8月，该博物馆曾被用作第22届国际历史科学大会龙山文化卫星会议分会场。
2015年11月，章丘市博物馆搬迁至章丘市文博中心。章丘市文博中心主要由博物馆、城市规划展览馆、群众艺术馆、图书馆和科技展览馆五座场馆构成，博物馆位于中间位置，建筑面积约3万平方米，展陈面积9000平方米。2016年1月1日，新馆正式对外开放。
2016年12月，章丘撤市划区，章丘市博物馆更名为济南市章丘区博物馆。2018年9月18日，经中国博物馆协会同意，国家文物局备案，济南市章丘区博物馆升格为国家二级博物馆。2020年12月21日，中国博物馆协会公布第四批国家一级博物馆，共74家，济南市章丘区博物馆是其中之一。

## 馆藏文物
该馆馆藏文物多达2.6万余件，其中一级文物9件。包括从西河类型、北辛文化、大汶口文化、龙山文化、岳石文化各个时期的陶器，商代提梁卣、郭甘鼎、1992年桃花山出土铜甬钟等商周时期铜器，1999年在枣园洛庄汉王陵5号坑、东平陵故城等处出土汉代铜器，1975年在东平陵故城冶铁遗址发掘出土的汉代铁器，从商周至明清时期的瓷器，以及字画类文物。

## 展览
章丘博物馆整体建筑为不规则三角形，进入博物馆序厅迎面是一幅大型汉白玉浮雕壁画墙。三个常设展厅按顺时针依次布置在序厅周围。
第一展厅《章丘寻古——章丘历史文物展》的展厅面积约1760平方米，集中展示章丘古文化序列以及章丘历年来的考古发掘成果。
第二展厅《惊世汉王陵——洛庄汉墓文物展》的展厅面积约1300平方米，展线长度162米，展示文物总数为800多件。序厅有对洛庄汉墓的整体复原，主厅分“金钟嘉磬”、“宝马华车”、“鼎食之家”、“墓主是谁”四个展区，重点展示洛庄汉墓出土乐器、青铜器、车马器等精品文物，曾于2016年获得“第三届（2015年度）全省博物馆十大精品陈列展览”。
第三展厅《车马威仪——危山汉墓文物展》的展厅面积约510平方米，主厅分“危山王陵”、“地下威仪”、“侍死如生”、“墓主之谜”四个展区，重点展示2002年圣井危山出土兵马俑、车及陶窑遗址等，曾于2018年获得“第四届（2016-2017年度）全省博物馆十大精品陈列展览‘优秀奖’”。